# Мушенко Тамара Володимирівна
Тамара Володимирівна Мушенко (? — ?) — українська радянська діячка, 1-й секретар Ленінського районного комітету КПУ міста Луганська. Член ЦК КПУ у вересні 1961 — березні 1966 р.

## Життєпис
Член ВКП(б) з 1944 року.
З початку 1950-х до 1956 року — секретар Стрийського міського комітету КПУ Дрогобицької області.
До 1961 року — інструктор Луганського обласного комітету КПУ. Із серпня 1961 до середини 1960-х років — 1-й секретар Ленінського районного комітету КПУ міста Луганська.

## Нагороди
- Почесна грамота Президії Верховної Ради Української РСР (7.03.1960)